# سقوط اشدود
سقوط اشدود به حمله موفقیت‌آمیز مصر به شهر اشدود، یکی از پنج شهر پنتاپولیس معروف فلسطینی، واقع در جنوب‌غربی کنعان، در سال ۶۵۵ پیش از میلاد اشاره دارد. به گفته هرودوت مورخ یونانی، فرعون پسامتیک یکم، اشدود را به مدت ۲۹ سال محاصره کرد. اشدود در آن سال‌های طولانی محاصره، بیشتر ساکنان خود را از دست داده بود.

## زمینه
قبل از مرگ پادشاه آشوربانی‌پال در سال ۶۲۷ پیش از میلاد، امپراتوری آشور تقریباً درگیر جنگ‌های دائمی در جبهه‌های متعدد بود، با عشایر کوچ‌نشین کلدانی‌ها آغازگر قیام‌ها از جنوب، با ایلامی‌ها که از این شورش‌ها حمایت می‌کردند و مصریان شورش‌های بیشتری را در شام برانگیختند. در مواجهه با این تهدیدات متعدد، آشوریان تحت فرمان آشوربانیپال به شدت به کارزار پرداختند. علیرغم موفقیت، آشوری‌ها سربازان زیادی را طی سال‌ها جنگ ناتوان کننده، از دست دادند. آشوربانیپال در تلاش برای افزایش جایگاه آشور در شرق، مصر را رها کرد و بر ایلام متمرکز شد. با این حال، این امر باعث شد تا مصر کم و بیش کنترل نشده باشد.

## تصرف اشدود
با وجود خصومت قبلی بین دو قدرت، به نظر می‌رسد که آشوری‌ها و مصری‌ها وارد جنگ نشدند. در واقع، تا سال ۶۰۵ پیش از میلاد، مصریان به‌طور فعال به آشوری‌ها کمک می‌کردند تا بتوانند جلوی حملات مادها و بابلیان مقاومت کنند و از سقوط امپراتوری جلوگیری کنند. علاوه بر این، حاکمان نوبی مصر در حدود سال ۶۵۰ پ. م توسط مصریان بومی رانده شدند؛ بنابراین آشوری‌ها و مصریان بومی متحدان طبیعی علیه سلطه نوبیان شدند. تسخیر اشدود ممکن است به‌طور مؤثر بخشی از انتقال قدرت از امپراتوری در حال فروپاشی آشور به دودمان بیست و ششم مصر را منعکس کند.